# Savoia-Marchetti SM.83
Savoia-Marchetti SM.83 là một loại máy bay chở khách/vận tải của Ý trong thập niên 1930. Đây là phiên bản dân sự của loại máy bay ném bom Savoia-Marchetti SM.79.

## Quốc gia sử dụng

### Dân sự
Bỉ
- SABENA

 Italy
- Ala Littoria
- LATI

 România
- LARES
- Prince Bibesco của România

### Quân sự
Bỉ
- Không quân Bỉ

 Italy
- Regia Aeronautica

 România
- Không quân Hoàng gia Romania

## Tính năng kỹ chiến thuật (S.83)
Dữ liệu lấy từ Jane's All the World's Aircraft 1938 Italian Civil and Military aircraft 1930-1945
Đặc tính tổng quan
- Kíp lái: 3 hoặc 4
- Sức chứa: 10 hành khách
- Chiều dài: 16,2 m (53 ft 2 in)
- Sải cánh: 21,2 m (69 ft 7 in)
- Chiều cao: 4,1 m (13 ft 5 in)
- Diện tích cánh: 60 m2 (650 foot vuông)
- Trọng lượng rỗng: 6,800 kg (15 lb)
- Trọng lượng có tải: 10,300 kg (23 lb)
- Động cơ: 3 × Alfa Romeo 126 R.C.34 , 560 kW (750 hp)  mỗi chiếc

Hiệu suất bay
- Vận tốc cực đại: 444 km/h (276 mph; 240 kn) trên độ cao 4,000 m (13 ft)
- Vận tốc hành trình: 400 km/h (249 mph; 216 kn) trên độ cao 5,000 m (16 ft) với 70% công suất

  - 380 km/h (236 mph) trên độ cao 5,000 m (16 ft) với 60% công suấ
- Tầm bay: 1.500 km (932 mi; 810 nmi)
- Thời gian bay: 4 giờ
- Trần bay: 8,400 m (28 ft)
- Thời gian lên độ cao: 

  - 3,000 m (10 ft) trong 9 phút
  - 4,000 m (13 ft) trong 13 phút 30 giây
- Tải trên cánh: 169 kg/m2 (35 lb/foot vuông)
- Công suất/khối lượng: 0,173 kW/kg (0,1 hp/lb)